# Friederike Bethmann
Friederike Bethmann, född Flittner 12 januari 1760, död 16 augusti 1815, var en tysk skådespelerska.
Bethmann var från 1788 anställd vid kungliga teatern i Berlin, där hon väckte hänförelse bland annat som lady Macbeth i Macbeth, Fedra, Maria Stuart och prinsessan Eboli i Don Carlos. Hon behärskade även komedin och sångspelet.
Friederike Bethmann var tidigare gift Unzelmann och då känd under det namnet.